# サム・ムバクウェ空港
サム・ムバクウェ空港（Sam Mbakwe Airport）は、ナイジェリアのイモ州州都オウェリにある空港。イモ空港やイモ州空港とも呼ばれる。空港名はイモ州知事を務めたサム・ムバクウェからとっている。

## 就航路線
| 航空会社                 | 就航地           |
| ------------------------ | ---------------- |
| エアロ・コントラクターズ | アブジャ, ラゴス |
| アリクエア               | アブジャ, ラゴス |